# NGC 4272
NGC 4272 est une vaste galaxie elliptique relativement éloignée et située dans la constellation de la Chevelure de Bérénice. NGC 4272 a été découverte par l'astronome germano-britannique William Herschel en 1785.

## Caractéristiques

### Distance
Sa vitesse par rapport au fond diffus cosmologique est de 8 728 ± 20 km/s, ce qui correspond à une distance de Hubble de 128,7 ± 9,0 Mpc (∼420 millions d'al).
À ce jour, deux mesures non basées sur le décalage vers le rouge (redshift) donnent une distance de 128,000 ± 39,598 Mpc (∼417 millions d'al), ce qui est à l'intérieur des valeurs de la distance de Hubble.

### Radiogalaxie
Selon la base de données Simbad, NGC 4272 est une radiogalaxie.